# Canthidium flavicorne
Canthidium flavicorne är en skalbaggsart som beskrevs av Blanchard 1846. Canthidium flavicorne ingår i släktet Canthidium och familjen bladhorningar. Inga underarter finns listade.